# Рийхимяки
Рийхимяки (фин. Riihimäki) — город и муниципалитет в Южной Финляндии в провинции Канта-Хяме, располагающийся примерно в 69 километрах севернее от Хельсинки и в 109 километрах к юго-востоку от Тампере. Находится на пересечении нескольких железнодорожных путей, образуя тем самым узловую станцию.

## География
На 31 марта 2009 года население Рийхимяки составляет 28 352 человека. Из них 17,2 % — в возрасте до 14 лет, 66,8 % — от 15 до 64 лет и 16 % — от 65 лет и старше. Плотность населения — 235,74 чел/км².
Площадь территории составляет 125,57 км², из которых 4,54 км² приходится на водную поверхность.

## История
Железную дорогу Рийхимяки — Санкт-Петербург начали строить в 1867 году, закончили в 1870 году.

## Достопримечательности
В Рийхимяки располагается Музей стекла Финляндии. Его экспонаты и инсталляции рассказывают об истории стекла, технологии его производства и истории дизайна изделий из стекла Финляндии начиная со старого бытового до современного художественного стекла.
Другие достопримечательности города — Музей охоты Финляндии, Художественный музей Рийхимяки, Общегосударственный музей связи, Театр Рийхимяки, а также Молодёжный театр.

## Известные жители
- Ренни Харлин — кинорежиссёр и продюсер.
- Алиса Дрей — фигуристка.
- Юкка Ялонен — главный тренер сборной Финляндии по хоккею.
- Ярно Кескинен — гитарист, композитор.
- Васала Пекка — легкоатлет, олимпийский чемпион.
- Тапани Саммалвуо — шахматист, двукратный чемпион Финляндии.
- Вейкко Синисало — актёр.